# L'uomo che non poteva morire
L'uomo che non poteva morire (Death's Deputy) è un romanzo fantasy scritto da  L. Ron Hubbard e pubblicato nel 1948.

## Trama
Clayton McLean è un pilota dell'aviazione che per due volte sfugge alla morte in modo quasi miracoloso, in circostanze in cui tutte le persone che erano con lui non sono sopravvissute. Clayton è roso dai rimorsi e dai sensi di colpa per essere sopravvissuto e si domanda a cosa sia dovuta questa capacità di sfuggire alla morte.

## Storia editoriale
L'uomo che non poteva morire fu pubblicato per la prima volta sulla rivista Unknown nel febbraio 1940, successivamente è stato pubblicato in volume con copertina rigida nel 1948 dalla Fantasy Publishing Company con una tiratura di 700 copie. In Italia è stato pubblicato da Mondadori nella testata Urania nel 1954.

## Edizioni
- L. Ron Hubbard, L'uomo che non poteva morire, Urania n. 37, Arnoldo Mondadori Editore, 1954.